# Boscos de coníferes subalpines de l'Himàlaia occidental
Els boscos de coníferes subalpines de l'Himàlaia occidental són una ecoregió terrestre provinent de la província ecològica índia de l'ecozona oriental segons la tipologia del Fons Mundial per la Natura (WWF). Bioma pertany als boscos de coníferes temperades de les terres altes i les terres altes de l'Himàlaia occidental mitjà de l'Índia, el Nepal i el Pakistan. L'ecoregió forma part de la llista global 200 com a boscos temperats de l'Himàlaia occidental.
És una ecoregió de boscos coníferes temperats de les elevacions mitjanes i superiors de la serralada oest de l'Himàlaia.

## Descripció
L'ecoregió constitueix una àrea de coníferes que abasta 39.700 quilòmetres quadrats en altituds entre 3.000 i 3.500 metres. S'estén a l'oest del riu Gandaki al Nepal, a través dels estats indis d'Uttar Pradesh i Himachal Pradesh, i a Jammu i Caixmir des de l'est de Pakistan. Aquesta zona de coníferes és el bosc més elevat de les franges de biòtops que cobreixen l'Himàlaia a diferents altituds des de les praderies dels contraforts fins als cims alts, i per sobre d'aquest hi ha matoll de baixa alçada. Es tracta d'un ecosistema valuós, ja que molts ocells i animals de l'Himàlaia migren estacionalment cap amunt i cap avall de la serralada que queda part de l'any a les coníferes, de manera que la conservació és una prioritat elevada. Aquesta ecoregió és més seca que les coníferes subalpines de l'Himàlaia oriental que reben humitat del monsó de la badia bengalí.

## Flora
En aquesta ecoregió es troben diversos tipus de boscos diferents. Els avets (Abies spectabilis) creixen en llocs gairebé purs. En altres zones es barregen amb roures (Quercus semecarpifolia). Rhododendron campanulatum, Abies spectabilis i bedoll (Betula utilis) formen un altre conjunt comú. En qualsevol altre lloc, els boscos de coníferes mixtes es componen d'Abies spectabilis, pi blau (Pinus wallichiana) i avet (Picea smithiana) acompanyats de xiprers de l'Himàlaia i cedres de l'Himàlaia. Una nova monografia recent publicada, Coníferes al món, tracta l'avet de l'Himàlaia occidental de gran alçada respecte el nivell de la mar com Abies gamblei (pel que sembla, A. spectabilis no arriba a aquesta regió).
A continuació, es mostren algunes coníferes notables presents a la zona: Avet: Abies pindrow, Abies spectabilis i Abies gamblei.

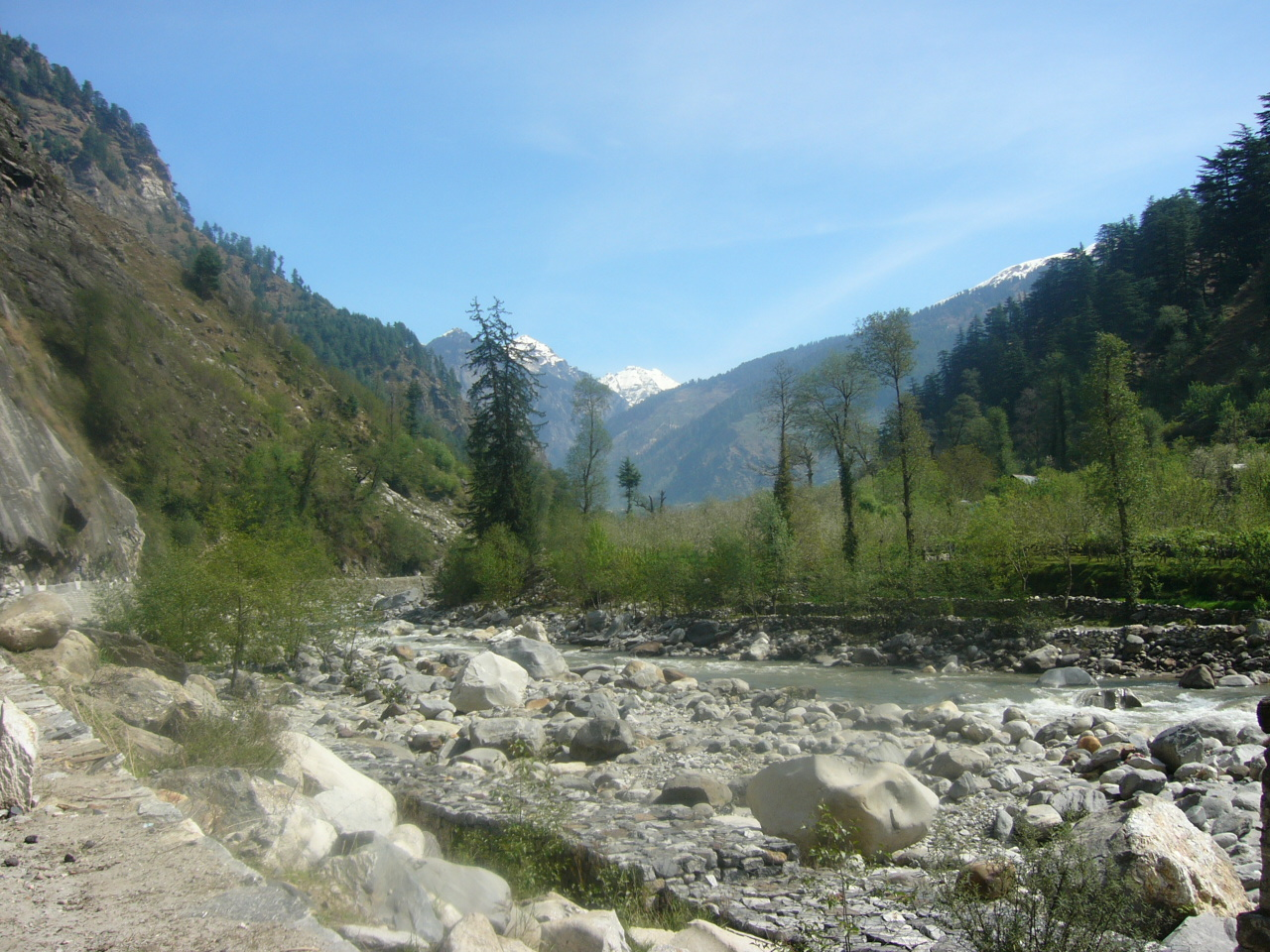
Boscs de coníferes en Manali (Vall de Kullu)

Pi: Pinus roxburghii, Pinus wallichiana i Pinus gerardiana. Pícea: Picea smithiana. Xiprer: Cupressus torulosa. Ginebre: Juniperus communis, Juniperus indica, Juniperus squamata, Juniperus recurva, Juniperus excelsa subsp. policarpos, etc. Cedrus: Cedrus deodara.Taxus: Taxus contorta i Taxus wallichiana. Ephedra: Ephedra gerardiana, Ephedra intermedia.

## Fauna
Aquesta ecoregió acull cinquanta-vuit espècies de mamífers. Entre els habitants importants hi ha l'os bru i les espècies amenaçades o en perill d'extinció com ara el serau de l'Himàlaia, el tar de l'Himàlaia, i el marjor, el símbol nacional del Pakistan. L'únic mamífer endèmic és un rosegador, cricètid, Hyperacrius wynnei.
En aquesta ecoregió s'han registrat unes 285 espècies d'ocells, incloent-hi 9 espècies endèmiques i un nombre d'ocells sensibles a la pertorbació de l'hàbitat i, per tant, susceptibles de ser més vulnerables. Aquests inclouen el faisà Koklass (Pucrasia macrolopha), el tragopan occidental (Tragopan melanocephalus) i el monal de l'Himàlaia (Lophophorus impejanus).

## Amenaces i conservació
Tot i haver estat relativament poblat, el setanta per cent del bosc de coníferes ha estat netejat o degradat, en part per deixar lloc al conreu de terrassa. Tot i així, encara conté alguns dels boscos menys pertorbats de l'Himàlaia occidental. Les àrees protegides que contenen zones de bosc de coníferes inclouen el Gran Parc Nacional de l'Himàlaia i el Santuari Rupi Bhabha a Himachal Pradesh, el Parc Nacional Kishtwar a Jammu i Caixmir, el Parc Nacional Gangotri i el Santuari de Vida Silvestre de Govind Pashu Vihar a Uttarakhand, tot a l'Índia, i la Reserva de caça Royal Dhorpatan al Nepal. Una particular amenaça prové de la pertorbació dels ocells nidificants durant la recol·lecció de múrgola a la primavera.
L'extracció de llenya per escalfar-se entre les poblacions rurals del Pakistan ha degradat els boscos en alguns llocs.